# Presbyterstvo

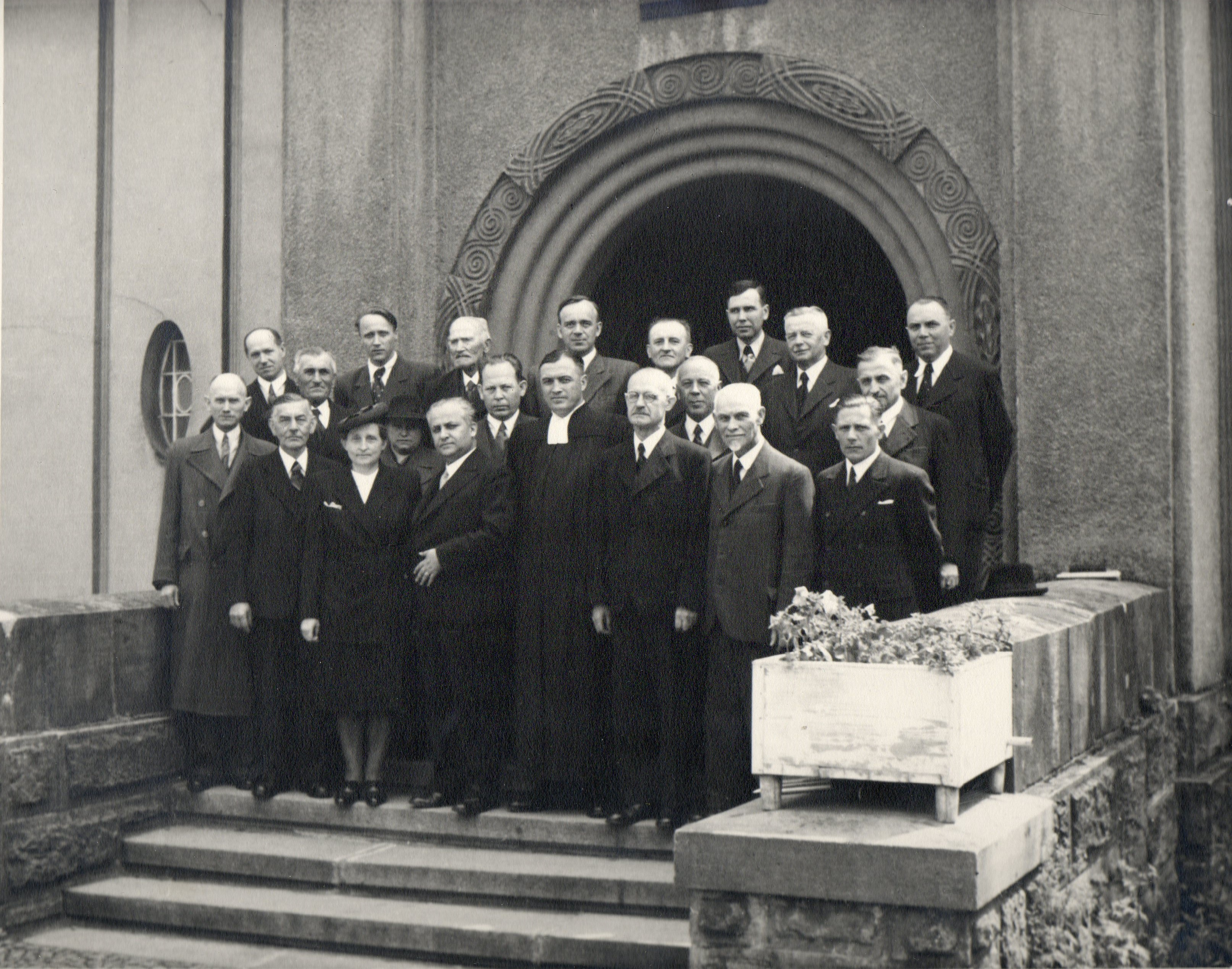
Staršovstvo královéhradeckého evangelického sboru v roce 1944

Presbyterstvo, jinými názvy staršovstvo nebo rada starších, je orgán samosprávy v protestantských církvích. Nejčastěji se jedná o zastupitelský orgán na úrovni farního sboru, může se však jednat i orgán na úrovni seniorátu. Předsedou staršovstva bývá kurátor (v ČCE je jím podle volby jeden z dvojice kurátor – farář). Členové staršovstva (presbyteři) jsou voleni všemi členy sboru s hlasovacím právem a virilním členem staršovstva je i pastor či kazatel sboru.
Termín rada starších je v České republice používán např. Apoštolskou církví nebo Církví československou husitskou). Někde se používá výraz farní rada (např. Evangelicko-augsburská církev v Polské republice).